# Kanton Saint-Chéron
Canton de Saint-Chéron je francouzský kanton v departementu Essonne v regionu Île-de-France. Vznikl 22. července 1967.

## Složení kantonu
| Obec                       | Počet obyvatel (2008) | PSČ   | INSEE       |
| -------------------------- | --------------------- | ----- | ----------- |
| Angervilliers              | 1625                  | 91470 | 91 1 24 017 |
| Boissy-sous-Saint-Yon      | 3669                  | 91790 | 91 1 24 085 |
| Breuillet                  | 8255                  | 91650 | 91 1 24 105 |
| Breux-Jouy                 | 1228                  | 91650 | 91 1 24 106 |
| Le Val-Saint-Germain       | 1470                  | 91530 | 91 1 24 630 |
| Saint-Chéron               | 4787                  | 91530 | 91 1 24 540 |
| Saint-Cyr-sous-Dourdan     | 1002                  | 91410 | 91 1 24 546 |
| Saint-Maurice-Montcouronne | 1604                  | 91530 | 91 1 24 568 |
| Saint-Sulpice-de-Favières  | 325                   | 91910 | 91 1 24 578 |
| Saint-Yon                  | 895                   | 91650 | 91 1 24 581 |
| Sermaise                   | 1651                  | 91530 | 91 1 24 593 |